# Zincourt
Zincourt ist eine französische Gemeinde mit 76 Einwohnern (Stand 1. Januar 2022) im Département Vosges in der Region Grand Est (bis 2015 Lothringen). Sie gehört zum Arrondissement Épinal, zum Kanton Bruyères und zum Kommunalverband Agglomération d’Épinal.

## Geografie

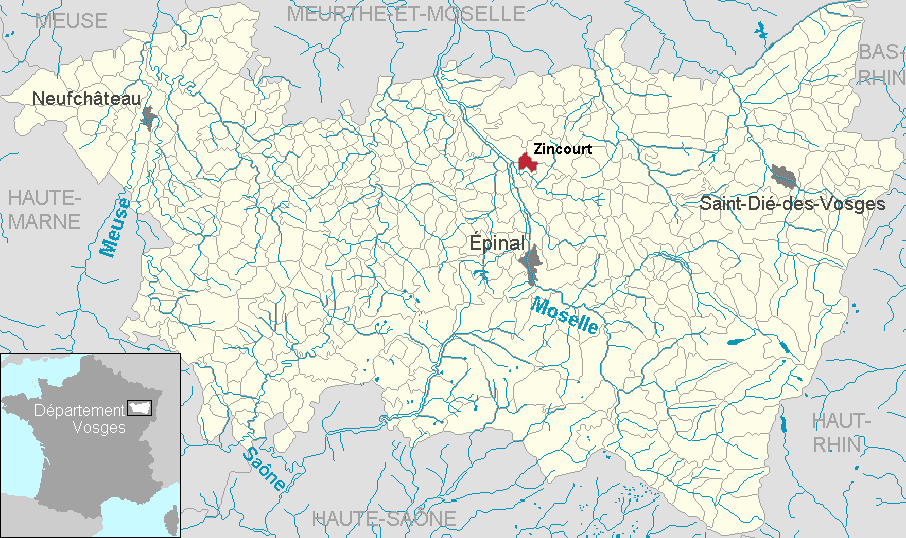
Lage der Gemeinde Zincourt im Département Vosges

Zincourt liegt etwa 15 Kilometer nördlich von Épinal und drei Kilometer östlich der Mündung des Durbion in die Mosel.

## Bevölkerungsentwicklung
| Jahr      | 1962 | 1968 | 1975 | 1982 | 1990 | 1999 | 2006 | 2017 |
| Einwohner | 78   | 76   | 71   | 92   | 90   | 77   | 83   | 83   |

## Sehenswürdigkeiten

Kirche St. Felix in Zincourt
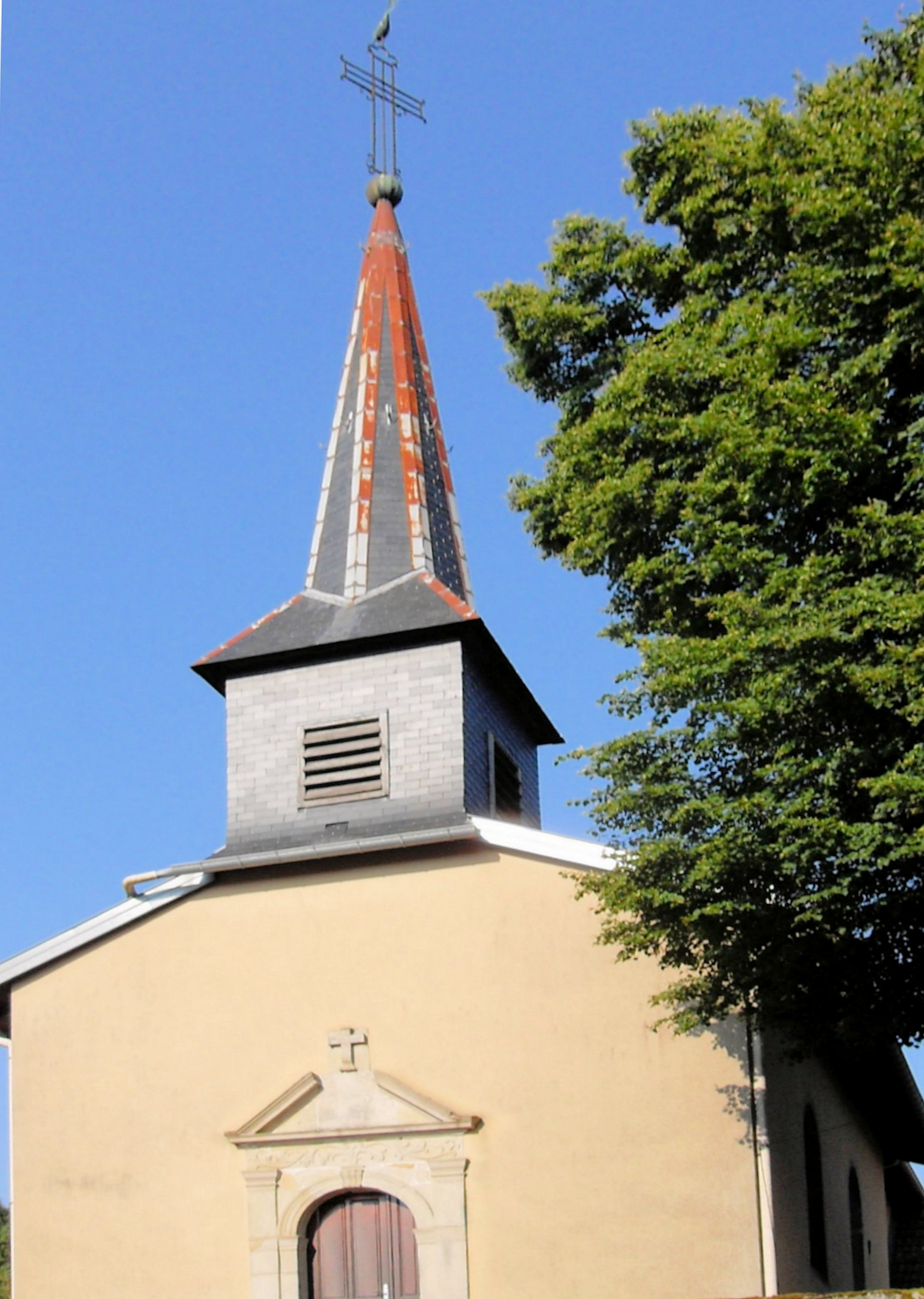
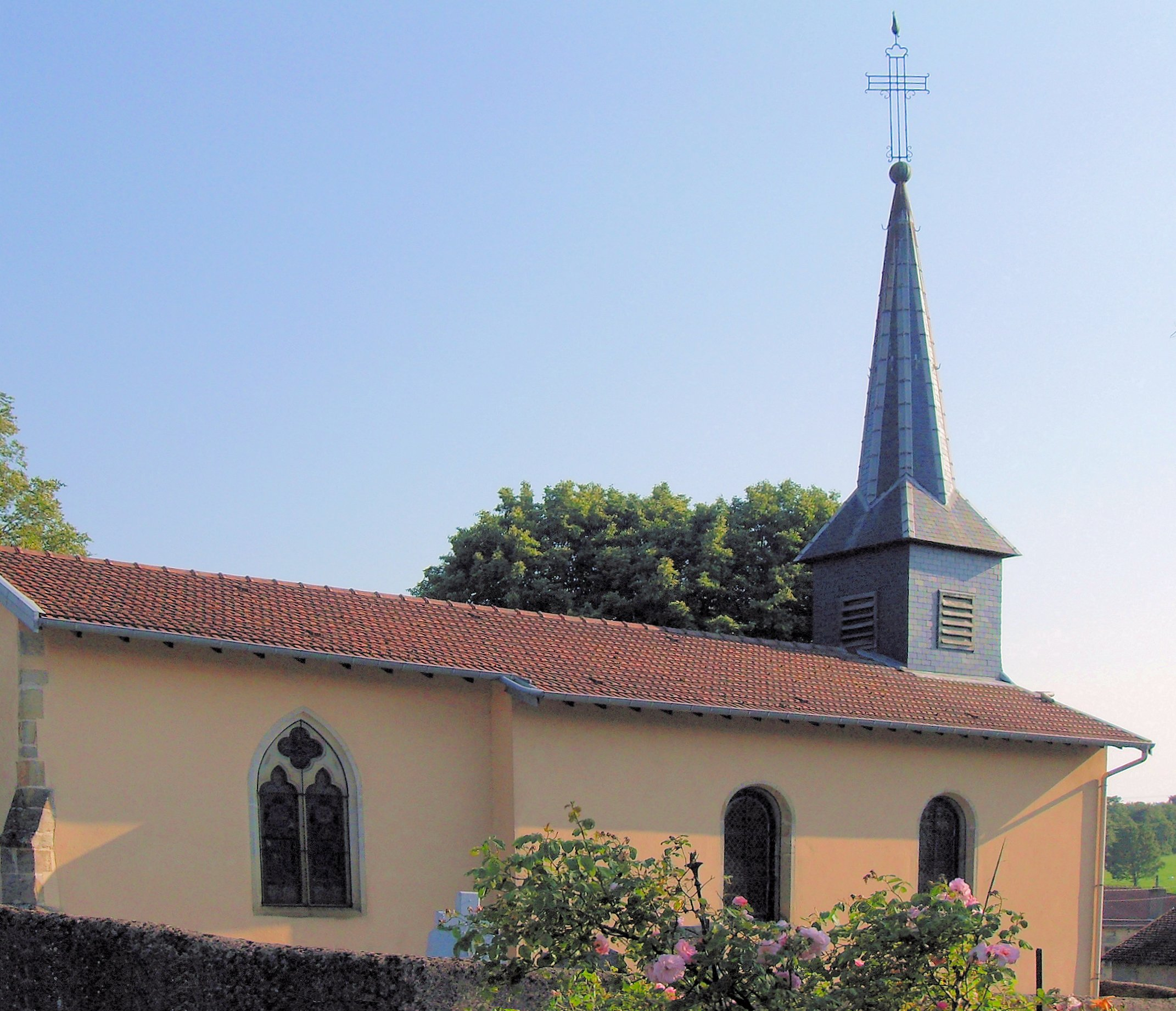